# Colibri zémès
Tilmatura dupontii
Genre
Espèce
Synonymes
- Ornismya dupontii Lesson, 1832
(protonyme)

Répartition géographique
Statut de conservation UICN

 LC  : Préoccupation mineure
Statut CITES
Le Colibri zémès (Tilmatura dupontii) unique représentant du genre Tilmatura, est une espèce d'oiseaux de la sous-famille des Trochilidae.